# Електрична инсталација
Електрична инсталација грађевинског објекта се састоји од изолованих проводника струје, и помоћних уређаја.
Главне компоненте електричних инсталација су:
- кућни прикључак,
- главни и помоћни разводни ормари са разводним таблама,
- напојни водови,
- инсталације у становима,
- разводни ормани,
- моторстартери за пуштање мотора у рад помоћу споја Y-∆,
- системи за резервно напајање,
- акумулаторски извори,
- сабирнице за изједначење потенцијала
- механички заштитни уређаји.

## Кућни прикључак
Кућни прикључак је веза електричне инсталације неког објекта са електричном мрежом ниског напона. Састоји се од спољашњег и унутрашњег дела. Спољашњи део може бити изведен голим или изолованим проводником, проводницима сличним каблу и подземним кабловима, те се разликује ваздушни (надземни) и кабловски (подземни) кућни прикључак. Унутрашњи део кућног прикључка повезује спољни део прикључка са инсталацијом пријемника а завршава се код мерног уређаја (електрично бројило).

## Разводна табла
Разводна табла је разводни уређај помоћу кога се разводи електрична енергија помоћу струјних кругова. Састоји се од кућишта и осигурача, а може имати и уређаје као што су бројила, заштитни уређаји и друго.

## Индустријски разводни орман
Индустријски разводни орман је обично лимени разводни орман за развођење и управљање енергијом индустријских погона помоћу струјних кругова и осталих уређаја. Мањи ормани се причвршћују на зид, а велики ормани се монтирају на канале (слободностојећи) преко рама од профилисаног гвожђа, за које се причвршћују завртњима. Они немају дно. У унутрашњости ормана налазе се осигурачи и остала електро опрема за довод и одвод енергије, за управљање, заштиту и друго.
На вратима ормана налази се опрема за командовање, мерења, сигнализацију, слепе шеме итд. Сваки орман мора имати сабирницу или завртањ за уземљење, а врата се видно преспоје бакарном плетеницом или проводником за уземљење. Напајање разводних ормана врши се из разводних батерија, са каналног развода или из трансформаторске станице.